# Sangu
Sangu és un riu de Bangladesh que neix a les muntanyes que separen Arakan dels Chittagong Hill Tracts. Corre en direcció nord fins a Bandarban on agafa direcció oest fins a desaiguar a la badia de Bengala després d'un curs de 270 km. Porta molta aigua al temps de pluja; a la part superior els tribals l'anomenen Rigray Khyoung, i a la part inferior Sabak Khyoung.
Els principals afluents són el Dolu i el Chandkhali.